# 학교 (드라마)
《학교》는 1999년 2월 22일부터 1999년 4월 13일까지 방송했던 KBS 2TV 월화 드라마였다.

## 등장 인물

### 학생들
- 안재모 : 김건(金健)[2] 역

부반장. 반에 문제가 생기면 앞장서는 성격이지만 우유부단한 성격이 있음. 민재를 짝사랑함. 13회에 아버지가 부고를 당하고 삐뚤어지기 시작하지만, 윤리교사의 도움으로 다시 일상생활로 돌아옴.
- 최강희 : 이민재 역

건과 같이 문제가 생기면 앞장서는 성격이며, 건과 다르게 불의를 보면 못참은 성격. 우혁을 짝사랑함. 나리, 미화와 학교의 대한 부조리를 촬영한 테잎을 학생주임에게 들키는데, 친구들의 잘못마저 본인이 다 감수함.
- 장혁 : 강우혁 역[3]

중학교 시절 어두운 생활을 하다 1년 휴학 후 복학하여 새로운 삶을 살아가는 학생. 교사 현주를 짝사랑함. 미운 행동으로 학생주임에게 찍혀있으며, 혁수의 도움으로 일진과 관련이 없다는 누명을 벗게 됨.
- 박시은 : 채정아 역[4]

1등을 놓치지 않는 모범생이지만 공부에 스트레스를 많이 받음. 승희의 등장으로 1등을 놓치자 승희에게 열등감을 느낌. 성적에 대한 스트레스를 많이 받고 있으며, 시험기간만 되면 복통을 느끼고, 가끔 일탈을 함.
- 김정욱 : 권혁수 역[5]

반장. 초반에 인수를 괴롭히며 강자에게 약하고 약자에게 강한모습을 보이다가 원석에게 자기잘못을 덤태기 씌우고 왕따가 됨. 추후 원석이 일진에 들어가면서 꼬붕역할을 하다가 우혁과 인수의 도움으로 윤리선생에게 사실을 말하고 인수와 단짝이 됨.
- 배두나 : 배두나 역

날라리지만 속은 깊은 학생. 밤일을 하며 나쁜길로 빠지는 영완을 구해주며, 혁수를 짝사랑하다가 추후 혁수와 연인관계로 발전하게 됨.
- 양동근 : 조석호 역

촐랑대는 성격이지만 밉지 않은 재주꾼. 알게모르게 친구들에게 도움을 많이 주며, 여학생들에게 까부는 것 같이 보여도 많이 도와줌. 추후 나리와 연인관계로 발전하게 됨.
- 조명식 : 백두원 역

이사장의 장남. 이사장인 아버지의 공부에 대한 압박을 느끼다가 스트레스로 인해 시험문제를 몰래 훔치지만 시험을 풀지 않고 백지를 내서 양심은 지킴. 건, 석호와는 항상 붙어다님.
- 김민선 : 박나리 역

공주병이 있는 학생. 방송반 학생들과 항상 붙어다니며, 살빼려고 뻥튀기만 먹는 학생. 처음엔 석호를 미워하다가, 석호의 정성에 마음을 받아들임.
- 오주이 : 장미화 역

수업시간에 선생님한테 폭력 및 부모욕을 듣고 경찰에 선생님을 신고하지만, 후에 사죄함. 나리와는 한시도 떨어져 있지 않음.
- 김형종 : 한원석 역

혁수의 꼬붕이었으나, 혁수가 본인을 배신하자 혁수를 왕따시킨 장본인. 그러고 영범의 꼬붕으로 들어가며 혁수를 괴롭힘.
- 육동일 : 김인수 역

우혁의 도움으로 왕따를 극복한 학생. 자기가 극복한대로 혁수를 왕따에서 구제해주자, 혁수가 먼저 다가가고 그에 고마워함.
- 도지원 : 배소연 역

얌전한 성격의 학생이지만 학생주임의 차별과 스킨십으로 쓰러지기도 함. 민재를 많이 도와줌.
- 이재은 : 김승희 역 (5회 전학생)[6]

외고에서 전입온 학생으로 오자마자 전교 1등을 차지하며 원래 1등이었던 정아에게 굴욕 및 치욕을 선사함. 정아와 비슷하게 시험에 대한 스트레스가 많음.
- 최영완 : 최영완 역

학교에선 매일 잠만 자는데, 집안사정에 의해 밤일을 하는 학생. 밤일하는게 학교에 퍼지자 학교를 안나오기 시작함. 두나의 도움으로 다시 학교를 나오기 시작함.
- 강래연 : 강래연 역 - 두나와 함께 다니는 날라리
- 신수빈
- 전유경
- 김영현
- 고두옥 : 황여득 - 영범의 꼬붕
- 이용준[7] : 이용준 역 - 원석의 패거리. 인수를 괴롭힘
- 서현기 : 박영범 역

복학생. 우혁을 일진으로 부르며 일이 생기면 우혁에게 뒤집어 씌움. 윤리선생의 조언으로 일진생활을 접고 윤리선생과 학생주임에게 고마움을 느끼며 성실하게 학교생활을 하게 됨.

### 교사들
- 이창훈 : 이재하 역

영어교사. 2학년 3반의 담임. 처음에는 학생들에게 무시를 받지만 본인이 해결하여 인정받는 선생님이 됨. 선생이 될줄 전혀 생각하지 못했으나 점점 본인직업에 대해 자신감을 가지게 되는 선생.
- 염정아 : 차현주 역

국어교사. 학생들에겐 다정다감한 선생님이지만, 윗선생들한테는 어떠한 건의도 마다하지 않음.
- 신구 : 신문수 역

윤리교사. 최고령 선생으로 선생들이 항의를 하면 항상 옆에서 거듬. 학부모의 마음을 가장 잘 헤아리는 선생님. 마지막 회에 정년퇴직을 함.
- 명계남 : 명계남 역

교감. 선생들이 항의를 하면 항상 반론을 하며 동의하지 않음. 무슨 일만 생기면 양동철 선생에게 떠넘김.
- 강석우 : 양동철 역

생물교사. 학생주임. 이름답게 학생들을 지지리 볶음. 별명은 양철통.
- 이혜숙 : 윤유란 역

수학교사. 미화의 신고로 폭력 교사로 경찰서까지 다녀오게 되는 굴욕을 안게 됨.
- 서갑숙 : 나정희 역

가정교사. 인수에게 성인잡지를 받고 기겁하는 장면이 나오며 인수에게 처벌함.
- 최용민 : 노일평 역

사회교사. 참고서에 출제된 문제를 시험문제로 낸 사실이 밝혀져 교감에게 한소리듣고, 괜한 석호(수업시간에 석호의 휴대폰벨소리가 울려서 핸드폰을 압수하려 하는데 석호가 휴대폰을 내지 않았음)에게 출석부로 뺨을 때리는데 석호의 고막이 파열되자, 석호에게 사죄하며 식사를 사줌.
- 이한위 : 박복만 역

체육교사. 항상 학교에 츄리닝을 입고 옴. 시즌초반 학생들이 참고서항의를 하자 체육시간 내내 학생들을 오리걸음을 시킴.
- 김덕구(김덕현) : 엄 선생(본명 미상) 역

물리교사. 내신을 생각하며 시험문제는 쉽게 내자는 의식을 가지고 있는 선생.
- 김수일 : 교장 역

학부모가 항의를 하면 말을 하려고 하지만 너무 드센 학부모들 앞에선 말을 잘 못함.

### 그 외 인물(게스트)
- 정동환 : 두원의 아버지 역 - 학교 이사장
- 김청 : 우혁의 어머니 역
- 김민정 : 민재의 어머니 역
- 이금복 : 두원의 어머니 역
- 이상숙 : 정아의 어머니 역
- 서권순 : 혁수의 어머니 역
- 윤지숙 : 이재하의 여자친구 역
- 한인수 : 경찰서 서장 역
- 유선애
- 이재포
- 김하균
- 기주봉
- 성동일
- 원웅재
- 이칸희

## 수상
- 1999년 KBS 연기대상 남자 최우수연기상 신구
- 1999년 KBS 연기대상 우수 연기상 이창훈
- 1999년 KBS 연기대상 여자 신인상 최강희, 배두나
- 1999년 제26회 한국방송대상 어린이청소년부문 우수작품상

## 이모저모
- 드라마 방영 전 1999년 당시 PC통신 작가였던 박상욱은 《학교》가 자신의 소설 《구타교실》을 표절했다는 주장을 제기했다. 윤흥식 KBS 드라마운영팀장의 인터뷰에서 "드라마의 소재가 흔히 있을 수 있는 일을 다룬 것이며 더군다나 해당 소설이 폭력적인 내용인 만큼 청소년 드라마의 소재로 쓸 수 없다며 작가의 주장을 일축했다"라고 덧붙였다[9].

## 같이 보기
- 학교 2
- 학교 3
- 학교 4
- 학교 5 : 2013
- 학교 6 : 후아유 2015
- 학교 7 : 2017
- 학교 8 : 2021